# متحف زنجبار (أبين)
متحف زنجبار بمدينة زنجبار بمحافظة أبين، افتتح في قاعة واحدة عام 1981م.

## أقسام المتحف
يضم آثار محافظة أبين، وأغلبها آثار إسلامية إلى جانب الآثار القديمة والعادات والتقاليد.